# Chambon, Indre-et-Loire
Chambon är en kommun i departementet Indre-et-Loire i regionen Centre-Val de Loire i de centrala delarna av Frankrike. Kommunen ligger i kantonen Preuilly-sur-Claise som tillhör arrondissementet Loches. År 2022 hade Chambon 317 invånare.

## Befolkningsutveckling
Antalet invånare i kommunen Chambon
Referens:INSEE